# 水産タイムス

水産タイムス（すいさんタイムス、The Suisan Times）は、水産タイムズ社（東京都港区）が日本国内で発行する業界新聞である。

## 概要
水産業界・冷凍食品業界の動向・最新ニュースを扱っている。
水産タイムズ社のホームページ上に速報のヘッドラインが掲載されており、一般に報道されていない食品問題に関する業界の動きを知ることができる。

## 水産タイムズ社

### 概要
1955年に創立され、「水産タイムス」（週刊新聞・日刊速報）、「冷食タイムス」（週間新聞・日刊速報）、「冷凍食品業界要覧」（年刊）を発行。
ほか出版、国内講演会、海外視察セミナーなどの各種イベントを実施。
また、中国、ベトナム、タイ、米国などの各国に記者を派遣し、原料事情や生産動向を取材・報道している。

### 主な刊行物
- 「水産業とIT革命」
- 「定点観測 タイ・中国/冷食事業進出の10年」
- 「食品工場改善入門」
- 「カニカマゼネレーション」
- 「わが座右の名言」
- 「水産業とイノベーション戦略」
- 「冷凍食品業界要覧」
- 「冷蔵倉庫をあるくみるきく」